# サム・ガビグリオ
- サム・ガビリオ
- サム・ガビーリオ
- サム・ガビッリオ

サミュエル・ジョゼフ・ガビグリオ（Samuel Joseph Gaviglio, 英語発音: /ˈsæm gəˈvilioʊ/; 1990年5月22日 - ）は、アメリカ合衆国オレゴン州ジャクソン郡アシュランド出身のプロ野球選手（投手）。右投右打。現在は、フリーエージェント（FA）。
メディアによっては「ガビリオ」、「ガビーリオ」と表記されることもある。

## 経歴

### プロ入り前
2008年のMLBドラフト40巡目（全体1193位）でタンパベイ・レイズから指名されたが、オレゴン州立大学へ進学した。

### プロ入りとカージナルス傘下時代
2011年のMLBドラフト5巡目（全体170位）でセントルイス・カージナルスから指名され、プロ入り。契約後、傘下のA-級バタビア・マックドッグスでプロデビューし、2試合に登板した。
2012年はA級クァッドシティ・リバーバンディッツでプレーし、23試合に先発登板して9勝9敗、防御率3.92、113奪三振を記録した。
2013年はルーキー級ガルフ・コーストリーグ・カージナルスとA+級パームビーチ・カージナルスでプレーし、2球団合計で9試合（先発8試合）に登板して4勝1敗、防御率2.27、39奪三振を記録した。オフにはアリゾナ・フォールリーグに参加し、ソルトリバー・ラフターズに所属した。
2014年はAA級スプリングフィールド・カージナルスでプレーし、25試合（先発24試合）に登板して5勝12敗、防御率4.29、126奪三振を記録した。

### マリナーズ時代
2014年11月20日にタイ・ケリーとのトレードで、シアトル・マリナーズへ移籍。
2015年は傘下ルーキー級アリゾナリーグ・マリナーズとAAA級タコマ・レイニアーズでプレーし、2球団合計で23試合（先発19試合）に登板して8勝7敗、防御率4.94、80奪三振を記録した。
2016年はAA級ジャクソン・ジェネラルズとAAA級タコマでプレーし、2球団合計で28試合（先発26試合）に登板して8勝7敗、防御率3.98、123奪三振を記録した。
2017年はシーズン開幕前の3月に開催された第4回WBCのイタリア代表に選出された。シーズン開幕はAAA級タコマで迎え、5月11日にメジャー契約を結んでアクティブ・ロースター入りした。同日のトロント・ブルージェイズ戦でメジャーデビューし、2回を1失点だった。次の登板となった5月18日のシカゴ・ホワイトソックス戦から先発に回り、29日のコロラド・ロッキーズ戦ではメジャー初勝利を挙げた。8月15日にアンドリュー・アルバースと共にメジャーに昇格し、3度目のメジャー昇格となった。

### ロイヤルズ時代
2017年9月1日にウェイバー公示を経てカンザスシティ・ロイヤルズへ移籍した。この年メジャーでは2球団合計で16試合（先発13試合）に登板して4勝5敗、防御率4.36、49奪三振を記録した。
2018年3月18日、ジャスティン・グリムの加入に伴ってDFAとなった。

### ブルージェイズ時代
2018年3月21日に後日発表選手とのトレードで、トロント・ブルージェイズ移籍した。5月11日にメジャーに昇格した。その後はシーズン終了まで先発ローテーション入りし、26登板（24先発）で123回と2/3回を投げ、3勝10敗、105奪三振を記録した。
2019年はリリーフに転向し、キャリアハイとなる52試合に登板して4勝2敗、防御率4.61、88奪三振を記録した。
2020年は4試合の登板にとどまり、8月31日にDFAとなり、9月4日に自由契約となった。

### レンジャーズ傘下時代
2021年2月1日にテキサス・レンジャーズとマイナー契約を結んだ。開幕はAAA級ラウンドロック・エクスプレスで迎え、5試合に登板して2勝1敗、防御率5.13の成績を残していたが、後述の韓国移籍のため6月4日に自由契約となった。

### SSG時代
2021年6月5日にKBOリーグのSSGランダースと契約した。15試合に先発登板して6勝4敗の成績を残したが、翌年の戦力構想から外れ、再契約は行われなかった。

### ドジャース傘下時代
2022年1月31日にロサンゼルス・ドジャースとマイナー契約を結んだ。AAA級オクラホマシティ・ドジャースで17試合に登板し、6勝4敗、防御率6.35を記録したが、メジャー昇格の機会はなく、オフの11月10日にFAとなった。
2023年3月に開催された第5回WBCのイタリア代表に選出され、1試合にリリーフ登板した。 

### 独立リーグ時代
2023年6月20日にアトランティックリーグのガストニア・ハニーハンターズと契約したが、5試合に先発出場して0勝2敗、防御率9.45と苦戦し、7月18日に自由契約となった。

## 投球スタイル
シンカーが半分以上の割合を占め、他にスライダー、カーブ、チェンジアップといった変化球を投げる。

## 詳細情報

### 年度別投手成績
| 年 度    | 球 団    | 登 板 | 先 発 | 完 投 | 完 封 | 無 四 球 | 勝 利 | 敗 戦 | セ 丨 ブ | ホ 丨 ル ド | 勝 率 | 打 者 | 投 球 回 | 被 安 打 | 被 本 塁 打 | 与 四 球 | 敬 遠 | 与 死 球 | 奪 三 振 | 暴 投 | ボ 丨 ク | 失 点 | 自 責 点 | 防 御 率 | W H I P |
| -------- | -------- | ----- | ----- | ----- | ----- | -------- | ----- | ----- | -------- | ----------- | ----- | ----- | -------- | -------- | ----------- | -------- | ----- | -------- | -------- | ----- | -------- | ----- | -------- | -------- | ------- |
| 2017     | SEA      | 12    | 11    | 0     | 0     | 0        | 3     | 5     | 0        | 0           | .375  | 259   | 62.1     | 63       | 15          | 21       | 1     | 2        | 40       | 1     | 2        | 37    | 32       | 4.62     | 1.35    |
| 2017     | KC       | 4     | 2     | 0     | 0     | 0        | 1     | 0     | 0        | 0           | 1.000 | 54    | 12.0     | 13       | 1           | 5        | 0     | 1        | 9        | 0     | 0        | 4     | 4        | 3.00     | 1.50    |
| '17計    | KC       | 16    | 13    | 0     | 0     | 0        | 4     | 5     | 0        | 0           | .444  | 313   | 74.1     | 76       | 16          | 26       | 1     | 3        | 49       | 1     | 2        | 41    | 36       | 4.36     | 1.37    |
| 2018     | TOR      | 26    | 24    | 0     | 0     | 0        | 3     | 10    | 0        | 0           | .231  | 548   | 123.2    | 140      | 21          | 38       | 1     | 4        | 105      | 6     | 2        | 77    | 73       | 5.31     | 1.44    |
| 2019     | TOR      | 52    | 0     | 0     | 0     | 0        | 4     | 2     | 0        | 5           | .667  | 392   | 95.2     | 85       | 18          | 22       | 0     | 4        | 88       | 0     | 1        | 51    | 49       | 4.61     | 1.12    |
| 2020     | TOR      | 4     | 0     | 0     | 0     | 0        | 0     | 1     | 0        | 0           | .000  | 17    | 3.0      | 3        | 0           | 5        | 0     | 0        | 1        | 0     | 1        | 3     | 3        | 9.00     | 2.67    |
| 2021     | SSG      | 15    | 15    | 0     | 0     | 0        | 6     | 4     | 0        | 0           | .600  | 351   | 81.1     | 88       | 7           | 30       | 1     | 6        | 70       | 3     | 0        | 54    | 53       | 5.86     | 1.45    |
| MLB：4年 | MLB：4年 | 98    | 37    | 0     | 0     | 0        | 11    | 18    | 0        | 5           | .379  | 1270  | 296.2    | 304      | 55          | 91       | 2     | 11       | 243      | 7     | 6        | 172   | 161      | 4.88     | 1.33    |
| KBO：1年 | KBO：1年 | 15    | 15    | 0     | 0     | 0        | 6     | 4     | 0        | 0           | .600  | 351   | 81.1     | 88       | 7           | 30       | 1     | 6        | 70       | 3     | 0        | 54    | 53       | 5.86     | 1.45    |

- 2021年度シーズン終了時

### WBCでの投手成績
| 年 度 | 代 表    | 登 板 | 先 発 | 勝 利 | 敗 戦 | セ ｜ ブ | 打 者 | 投 球 回 | 被 安 打 | 被 本 塁 打 | 与 四 球 | 敬 遠 | 与 死 球 | 奪 三 振 | 暴 投 | ボ ｜ ク | 失 点 | 自 責 点 | 防 御 率 |
| ----- | -------- | ----- | ----- | ----- | ----- | -------- | ----- | -------- | -------- | ----------- | -------- | ----- | -------- | -------- | ----- | -------- | ----- | -------- | -------- |
| 2017  | イタリア | 1     | 1     | 0     | 0     | 0        | 18    | 4.2      | 5        | 0           | 2        | 0     | 0        | 1        | 0     | 0        | 2     | 2        | 3.86     |
| 2023  | イタリア | 1     | 0     | 0     | 0     | 0        | 13    | 3.0      | 4        | 0           | 0        | 0     | 2        | 0        | 0     | 0        | 1     | 1        | 3.00     |

- 太字は大会最高

### 年度別守備成績
| 年 度 | 球 団 | 投手（P） | 投手（P） | 投手（P） | 投手（P） | 投手（P） | 投手（P） |
| 年 度 | 球 団 | 試 合     | 刺 殺     | 補 殺     | 失 策     | 併 殺     | 守 備 率  |
| ----- | ----- | --------- | --------- | --------- | --------- | --------- | --------- |
| 2017  | SEA   | 12        | 6         | 3         | 1         | 1         | .900      |
| 2017  | KCR   | 4         | 1         | 1         | 0         | 0         | 1.000     |
| '17計 | KCR   | 16        | 7         | 4         | 1         | 1         | .917      |
| 2018  | TOR   | 26        | 6         | 13        | 2         | 0         | .905      |
| 2019  | TOR   | 52        | 4         | 5         | 0         | 1         | 1.000     |
| 2020  | TOR   | 4         | 0         | 0         | 0         | 0         |           |
| MLB   | MLB   | 98        | 17        | 22        | 3         | 2         | .929      |

- 2020年度シーズン終了時

### 背番号
- 44（2017年 - 同年途中）
- 62（2017年途中 - 同年終了）
- 43（2018年 - 2020年）
- 33（2021年）

### 代表歴
- 2017 ワールド・ベースボール・クラシック・イタリア代表
- 2023 ワールド・ベースボール・クラシック・イタリア代表